# Diễn đàn Lãnh đạo Đại học Toàn cầu

Nhóm Đại học GULF là sáng kiến của Diễn đàn Kinh tế Thế giới

Diễn đàn Lãnh đạo Đại học Toàn cầu (tiếng Anh: Global University Leaders Forum), viết tắt là GULF, là nhóm 29 viện đại học hàng đầu thế giới do Diễn đàn Kinh tế Thế giới (WEF) thành lập vào năm 2006. Nhóm này hoạt động như một cộng đồng nhằm giải quyết và đưa ra các chương trình giảng dạy, khoa học và nghiên cứu ở giáo dục bậc cao.
Tư cách thành viên trong nhóm GULF dựa trên thứ hạng của trường đại học, khả năng lãnh đạo, sự đa dạng về mặt địa lý và mức độ phù hợp của trường đại học với chương trình nghị sự của diễn đàn. Chủ tịch hiện tại của nhóm là Tiến sĩ Suzanne Fortier, Hiệu trưởng Đại học McGill.
Một báo cáo năm 2018 của Times Higher Education và Elsevier cho thấy sản lượng nghiên cứu của nhóm trường GULF cộng lại nhiều hơn bất kỳ quốc gia nào trên thế giới trừ Hoa Kỳ và Trung Quốc. Các trường thành viên GULF cũng tạo ra 15,4% tổng số nghiên cứu được trích dẫn trong các bằng sáng chế toàn cầu, nhiều hơn bất kỳ quốc gia nào ngoại trừ Hoa Kỳ.

## Các trường thành viên

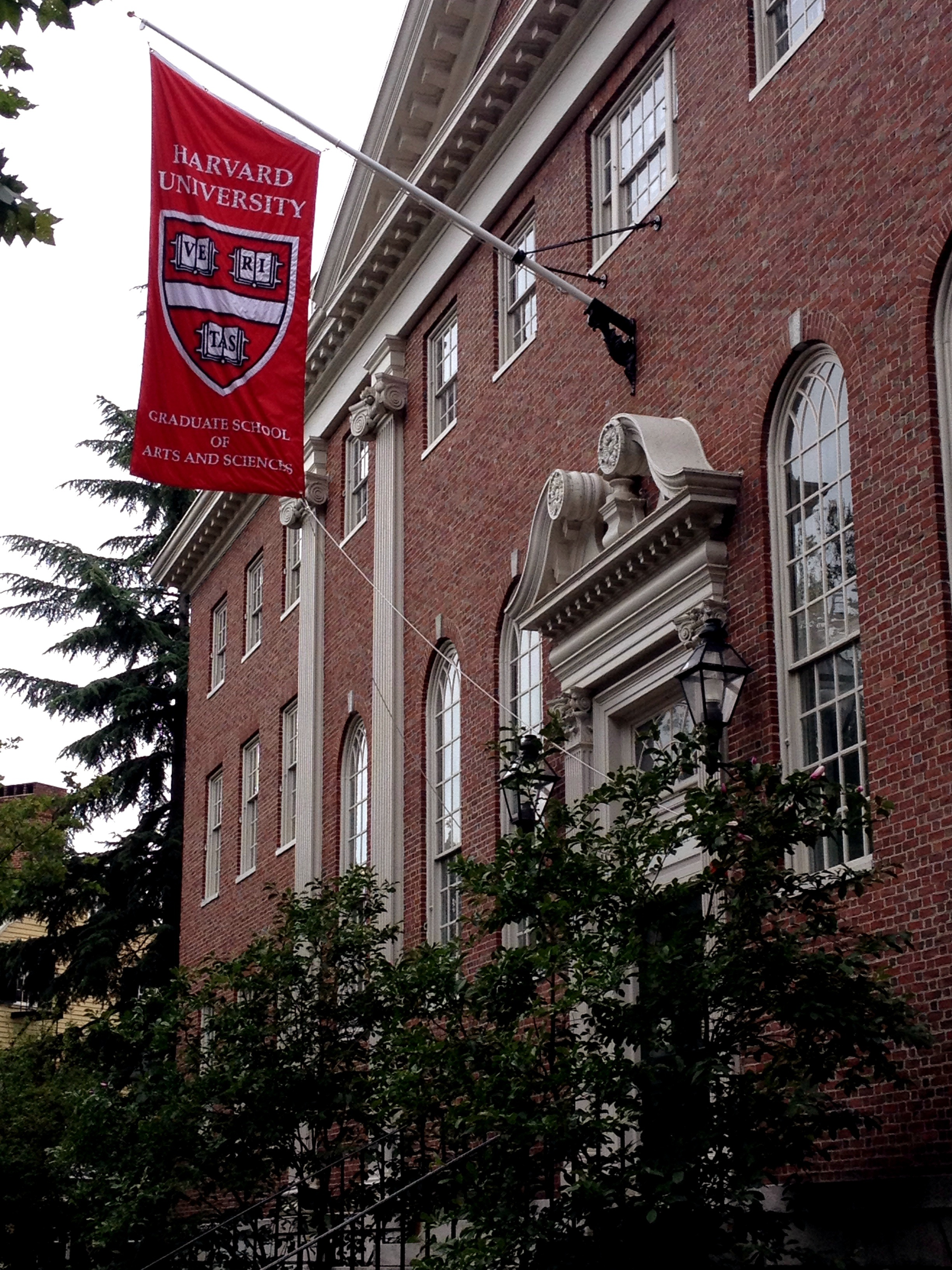
Đại học Harvard là một trong 12 trường tại Hoa Kỳ tham gia Nhóm GULF

### Châu Mỹ
- Viện Công nghệ California
- Đại học Carnegie Mellon
- Đại học Columbia
- Đại học Georgetown
- Đại học Harvard
- Viện Công nghệ Massachusetts
- Đại học McGill
- Đại học Princeton
- Đại học Stanford
- Đại học California tại Berkeley
- Đại học Chicago
- Đại học Pennsylvania
- Đại học Yale

### Châu Âu
- Đại học Oxford
- Đại học Cambridge
- Đại học Bocconi
- Đại học Hoàng gia Luân Đôn
- Viện Công nghệ Liên bang Thụy Sĩ tại Zürich

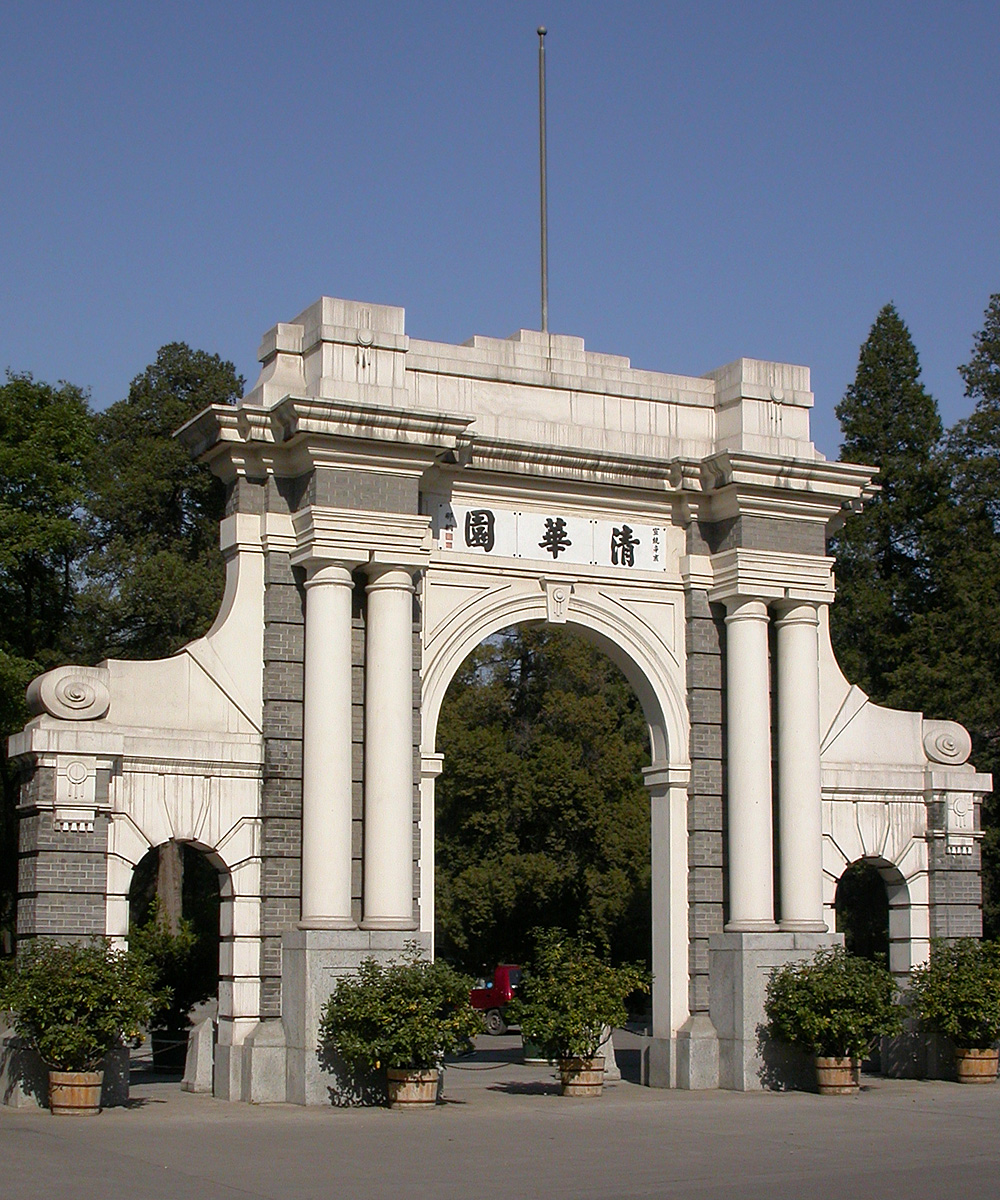
Đại học Thanh Hoa là một trong ba đại học Trung Quốc đại lục nằm trong nhóm GULF

- Viện Công nghệ Liên bang Thụy Sĩ tại Lausanne

### Châu Á
- Đại học Thanh Hoa
- Đại học Bắc Kinh
- Đại học Tokyo
- Đại học Keio
- Đại học Chiết Giang
- Đại học Quốc gia Singapore
- Đại học Công nghệ Nanyang
- Đại học Khoa học và Công nghệ Hồng Kông
- Viện Khoa học và Công nghệ Tiên tiến Hàn Quốc

### Châu Phi
- Đại học Cape Town